# 真野川橋
真野川橋（まのがわはし）は、福島県南相馬市鹿島区にある道路橋である。区内を流れる二級河川真野川に架かり、同名の橋梁が複数存在する。

## 常磐自動車道
E6

### 概要
- 全長：105.0m
- 幅員：10.0m（暫定2車線）
- 竣工：2007年[1]

南相馬鹿島サービスエリア～相馬インターチェンジ間にある橋梁で、南詰は山下字安倉、北詰は御山字一本松に位置している。2012年4月8日に南相馬インターチェンジ～相馬インターチェンジ間が開通したのに伴い供用が開始された。

### 隣の橋梁
久慈川橋 - 夏井川橋 - 木戸川橋 - 井出川橋 - 熊川橋 - 羽黒川橋 - 前田川橋 - 高瀬川橋 - 請戸川橋 - 宮田川橋 - 小高川橋 - 北鳩原川橋 - 新田川橋 - 笹部川橋 - 上真野川橋 - 真野川橋 - 町場川橋 - 宇多川橋

## 国道6号

### 概要
- 全長：210.0m
  - 主径間：30.0m
- 幅員：8.5m
- 型式：7径間鋼単純活荷重合成鈑桁橋
- 竣工：1963年12月25日[2]

285.0キロポスト付近にある橋梁で、南詰は江垂字雲内、北詰は鹿島字下館に位置している。上流には近接してJR常磐線真野川橋梁が架かっている。国道6号一次改築のために新たに建設された。幅員が狭く歩行者の通行に危険があったため、1974年に全長226.1m、幅員1.6mの歩道橋が上り線側に架けられた。橋下の河川敷には1993年に「ふれあい広場」が完成し、ハクチョウなどの水鳥を観察することができる。旧道は福島県道120号浪江鹿島線にあたり、鹿島橋で真野川を渡河している。